# مایرا کین
انجلین مایرا کین (۱۹۰۵–۱۹۸۶) یک دیرینه‌شناس نرم‌تنان و دیرینه‌شناس بی‌مهرگان آمریکایی بود. او متخصص در تکامل نرم‌تنان دریایی بود. با وجود داشتن دکترایی در روان‌شناسی و بدون داشتن آموزش رسمی در زیست‌شناسی یا زمین‌شناسی، کین از یک داوطلب که در دانشگاه استنفورد به شناسایی صدف‌ها مشغول بود، به یکی از برجسته‌ترین مالاکولوژیست‌های جهان تبدیل شد. او به «بانوی اول مالاکولوژی» معروف بود.

## اوایل زندگی و تحصیلات
مایرا کین در ۲۳ مه ۱۹۰۵ در کلرادو اسپرینگز، کلرادو متولد شد. والدین او ارنست بایرون و مری تورستون کین بودند. هدف اولیه مایرا این بود که پیانیست کنسرت شود، حتی پیش از اینکه به علوم زمین بپردازد. موسیقی کلاسیک یکی از بزرگ‌ترین لذت‌های او بود و به‌ویژه از آثار یوهانس برامس لذت می‌برد.
در ابتدا مایرا به دنبال تحصیل در حشره‌شناسی بود، اما معده حساسش برای این مسیر مناسب نبود. سرانجام او به رشته روان‌شناسی به‌عنوان زمینه تحصیلی خود روی آورد. کین در کالج کلرادو تحصیل کرد و در سال ۱۹۳۰ با مدرک روان‌شناسی فارغ‌التحصیل شد. مدت کوتاهی پس از آن، او تصمیم گرفت تحصیلات خود را ادامه دهد و در سال ۱۹۳۱ یک بورسیه تحصیلی برای دانشگاه استنفورد دریافت کرد و مدرک کارشناسی ارشد خود را به پایان رساند. کین در ادامه دکترای خود را در رشته روان‌شناسی از دانشگاه کالیفرنیا، برکلی در سال ۱۹۳۴ تکمیل کرد.
در دوران تحصیل در برکلی، کین به صدف‌های دریایی علاقه‌مند شد که آن‌ها را در طول سفرهای تابستانی خود به مانتری جمع‌آوری می‌کرد. کشف این صدف‌های دریایی علاقه کین به مالاکولوژی را برانگیخت و او تابستان بعد را در مانتری به جمع‌آوری نمونه‌ها و صدف‌های مختلف اختصاص داد.
با توجه به دشواری در یافتن شغل، کین به‌عنوان داوطلب در ایستگاه دریایی هاپکینز دانشگاه استنفورد شروع به کار کرد و در آنجا به شناسایی صدف‌ها برای دپارتمان زمین‌شناسی و همکاری با آیدا شپرد اولدروید پرداخت. او توانست با اولدروید، که در آن زمان متولی مجموعه صدف‌های دانشگاه استنفورد بود، ارتباط برقرار کند. این موقعیت داوطلبانه اولین تجربه او در مطالعه نرم‌تنان بود، به‌جز کلاس‌های قبلی او در زمین‌شناسی، زیست‌شناسی و آمار.

## حرفه
پس از فارغ‌التحصیلی و دریافت دکترای خود، کین به دلیل تأثیرات عمده رکود بزرگ نتوانست در حوزه روان‌شناسی شغلی پیدا کند و بیکار ماند. اما در همین زمان، صدف‌هایی که او از یک فروشگاه کنجکاوی در برکلی خریداری کرده بود، توجه او را جلب کردند و در طول یک سفر به مانتری صدف‌های بیشتری پیدا کرد. او به مدرسه در استنفورد بازگشت و تحت نظارت آیدا اولدروید به‌عنوان دستیار پژوهشی او کار کرد. بعداً او تصمیم گرفت با نظارت دکتر هوبرت شنک، دیرینه‌شناس استنفورد، به‌عنوان داوطلب در استنفورد کار کند. او گفت که از آن زمان، بالاخره تحت سرپرستی کسی قرار گرفت که می‌توانست آموزش‌های علمی واقعی مورد نظر او را ارائه دهد.
در حین همکاری با این پژوهشگران، کین به حضور در کلاس‌های زمین‌شناسی با تمرکز بر دیرینه‌شناسی و چینه‌شناسی ادامه داد. پس از سال‌ها کار با پژوهشگران، کین توانست در حرفه خود در دانشگاه پیشرفت کند و به‌جای یک دستیار پژوهشی بدون حقوق، به‌عنوان دستیار متولی در دیرینه‌شناسی منصوب شد.
در نهایت، کین اولین زنی شد که در استنفورد زمین‌شناسی تدریس کرد. او هجده سال در استنفورد تدریس و سرپرستی کرد و به‌تدریج پله‌های ترقی را طی کرد و از دستیار استاد به دانشیار و سپس استاد کامل رسید. برخی از درس‌هایی که او به‌عنوان استاد تدریس می‌کرد شامل دیرینه‌شناسی، روش‌های متولی‌گری و اقیانوس‌شناسی زیستی بودند.
او پس از تأثیر گرفتن از هوبرت گرگوری شنک، ترغیب شد که بر مالاکولوژی متمرکز شود. او یک معلم بسیار خوب بود و یکی از تنها سه استاد زنی بود که علوم را در استنفورد تدریس می‌کردند. موفقیت او در تدریس از طریق توانایی دانش‌آموزانش برای دستیابی به حرفه‌هایی به‌عنوان دانشمند، متولی و مدیر دپارتمان مالاکولوژی نشان داده شد.
با وجود اینکه کین مدرکی در دیرینه‌شناسی نداشت، در سال ۱۹۳۶ به‌عنوان متولی دیرینه‌شناسی در دانشگاه استنفورد منصوب شد و جایگزین متولی و مربی پیشین خود آیدا اولدروید شد.
در سال ۱۹۵۴ کین به استادیار دیرینه‌شناسی ارتقاء یافت و در سال ۱۹۵۷ متولی مالاکولوژی شد. در سال ۱۹۶۴ او جایزه بورسیه گوگنهایم را دریافت کرد.
کین در سال ۱۹۷۰ به‌عنوان استاد بازنشسته دیرینه‌شناسی و متولی بازنشسته مالاکولوژی بازنشسته شد. او عضو فی بتا کاپا و همکار انجمن زمین‌شناسی آمریکا و انجمن دیرینه‌شناسی بود. در سال ۱۹۷۹، او اولین زنی بود که نشان همکار را از آکادمی علوم کالیفرنیا دریافت کرد.
او به‌عنوان رئیس کمیته نام‌گذاری جامعه جانورشناسی سیستماتیک خدمت کرد. همچنین رئیس انجمن غربی مالاکولوژیست‌ها و اتحادیه مالاکولوژیکی آمریکا بود.